# George Washington Carver
George Washington Carver, född på 1860-talet, död den 5 januari 1943, var en amerikansk jordbruksforskare och uppfinnare. Han anses vara den mest framstående svarta forskaren i början av 1900-talet.
Som professor vid Tuskegee Institute utvecklade Carver tekniker för att förbättra jordar som tappat sin näring på grund av för mycket bomullsodling. 
Han utvecklade hundratals produkter med jordnötter, sötpotatis och sojabönor. 

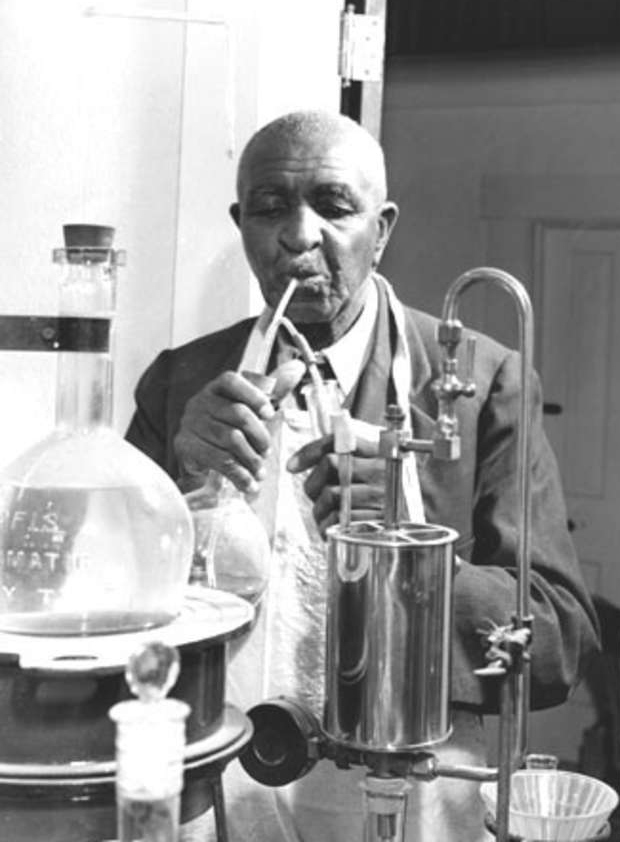
Carver i sitt laboratorium

Carver föddes som slav, ett år innan slaveriet förbjöds i Missouri. Hans födelsedatum är okänt.
I en starkt polariserad tid var Carver populär bland både svarta och vita. 1941 kallade tidskriften Time Carver för en "Svart Leonardo".

## Eftermäle
George Washington Carver nationalmonument ligger i delstaten Missouri.
En 12 minuter lång färgfilm från 1937 visar Carver bland annat i hans lägenhet och laboratorium.